# Лежён, Луи-Франсуа
Луи-Франсуа Лежён (фр. Louis-François Lejeune; 3 февраля 1775, Страсбург — 29 февраля 1848, Тулуза) — французский живописец и военный (бригадный генерал, участник Наполеоновских войн), мэр Тулузы.

## Биография
Родился 3 февраля 1775 года в Страсбуре. Учился на художника, но в 1792 году вступил добровольцем в революционную армию. Отличился в сражении при Вальми и был произведён в сержанты артиллерии. Далее Лежён совершил кампании 1794 и 1795 года в Голландии.
С 1800 года Лежён был помощником маршала Бертье. В том же году он за отличие в битве при Маренго был произведён в капитаны. В кампании 1805 года против Австрии Лежён вновь отличился и за Аустерлиц был награждён рыцарским крестом ордена Почётного легиона. После этого он сражался в Испании, за отличие при Сарагосе был произведён в полковники. В одном из следующих сражений Лежён был ранен и захвачен англичанами в плен. В 1810 году получил титул барона Империи.
В кампании 1812 года в России Лежён, в чине бригадного генерала, состоял для особых поручений при маршале Даву. В Бородинском сражении, после того как был тяжело ранен начальник штаба 1-го пехотного корпуса генерал Ромёф, Лежён исполнял его обязанности. При отступлении из России Лежён получил сильное обморожение и спешно оставил армию, за что по приказу Наполеона был арестован.
В 1813 году Лежён был возвращён на службу и занял должность начальника штаба в корпусе Удино. Был в сражениях при Люцене, Бауцене и Хойерсвердене. В сражении при Ганау он был ранен и в ноябре 1813 года окончательно оставил армию.
В отставке Лежён посвятил себя живописи, большую известность получили его батальные полотна «Битва при Пирамидах», «Вторая битва при Абукире», «Битва у Москвы-реки», «Переправа через Рейн», «Битва при Лоди», «Маренго», «Бивуак накануне Аустерлица» и другие. Многие картины написаны им на основании эскизов и зарисовок, сделанных непосредственно во время сражений, в которых он принимал непосредственное участие. Важнейшие работы Лежёна хранятся в Версале.
В 1818 году Лежён, не оставляя занятий живописью, вернулся на военную службу и к 1831 году был командующим войсками в Верхней Гаронне. В 1837 году он возглавил школу изящных искусств и ремёсел в Тулузе, а в 1841 году стал мэром Тулузы.
Скончался в Тулузе 29 февраля 1848 года от сердечного приступа.
Лежён оставил после себя мемуары, выдержавшие множество переизданий на разных языках. Впоследствии имя Лежёна было выбито на Триумфальной арке в Париже. Патрик Рамбо сделал Лежёна главным героем своего романа «Битва» (фр. La Bataille, получившего Гонкуровскую премию в 1997 году.

## Галерея

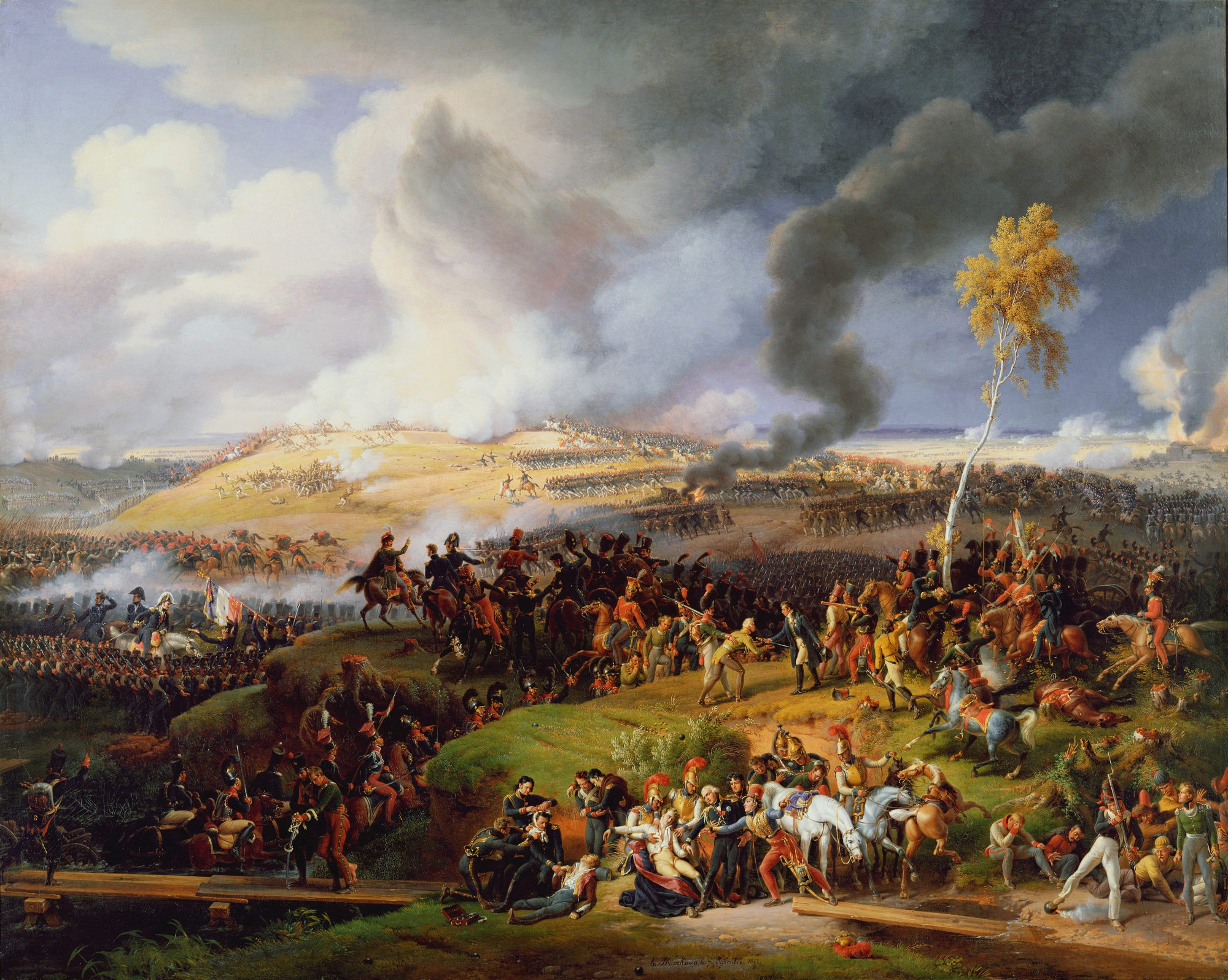
Битва при Бородино. На переднем плане в центре генерал Ларибуазьер (с седыми волосами) оплакивает гибель своего сына, офицера карабинеров. Левее и выше - маршал Мюрат (в старинном польском костюме) со своим штабом.
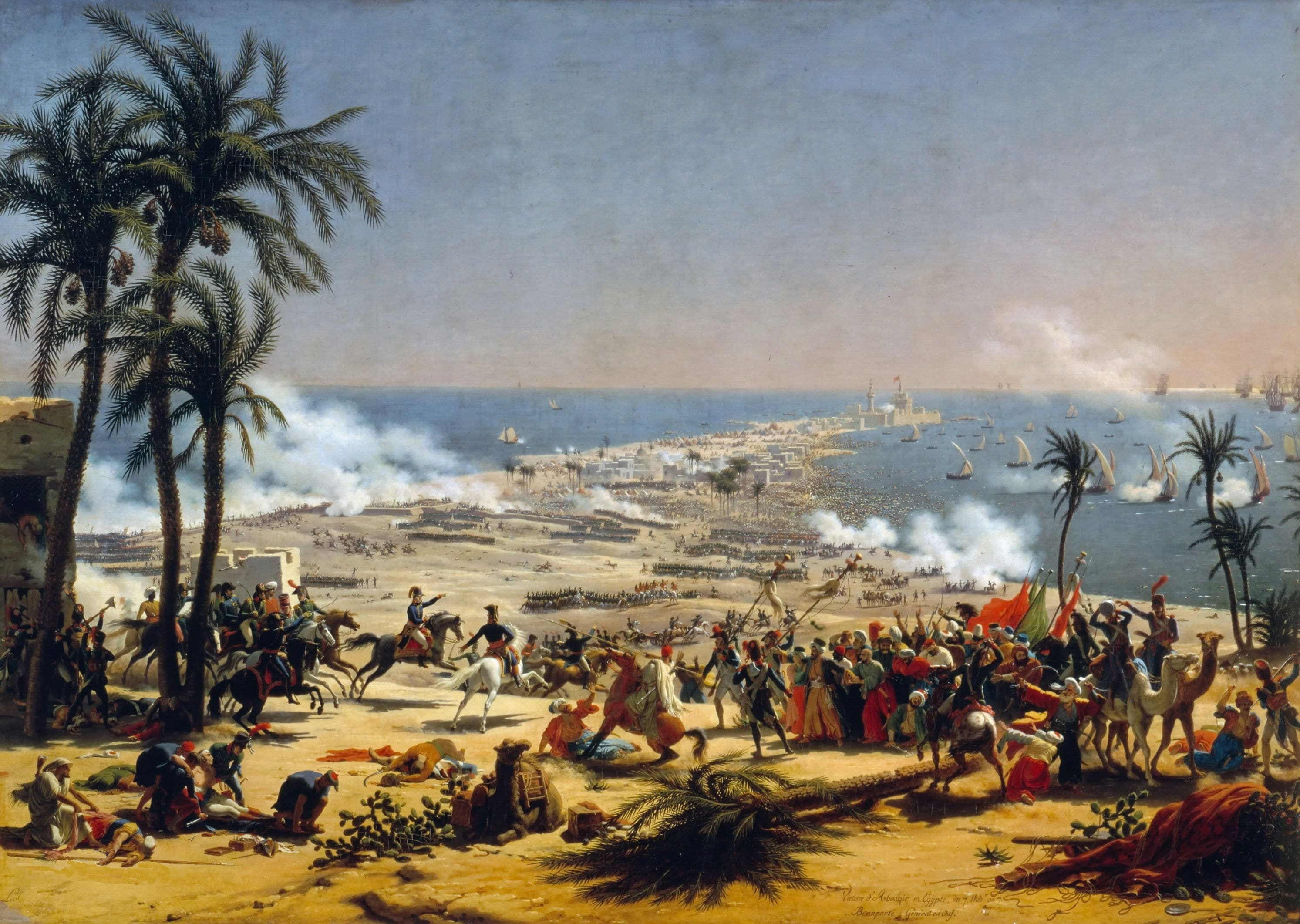
Битва при Абукире (1799)
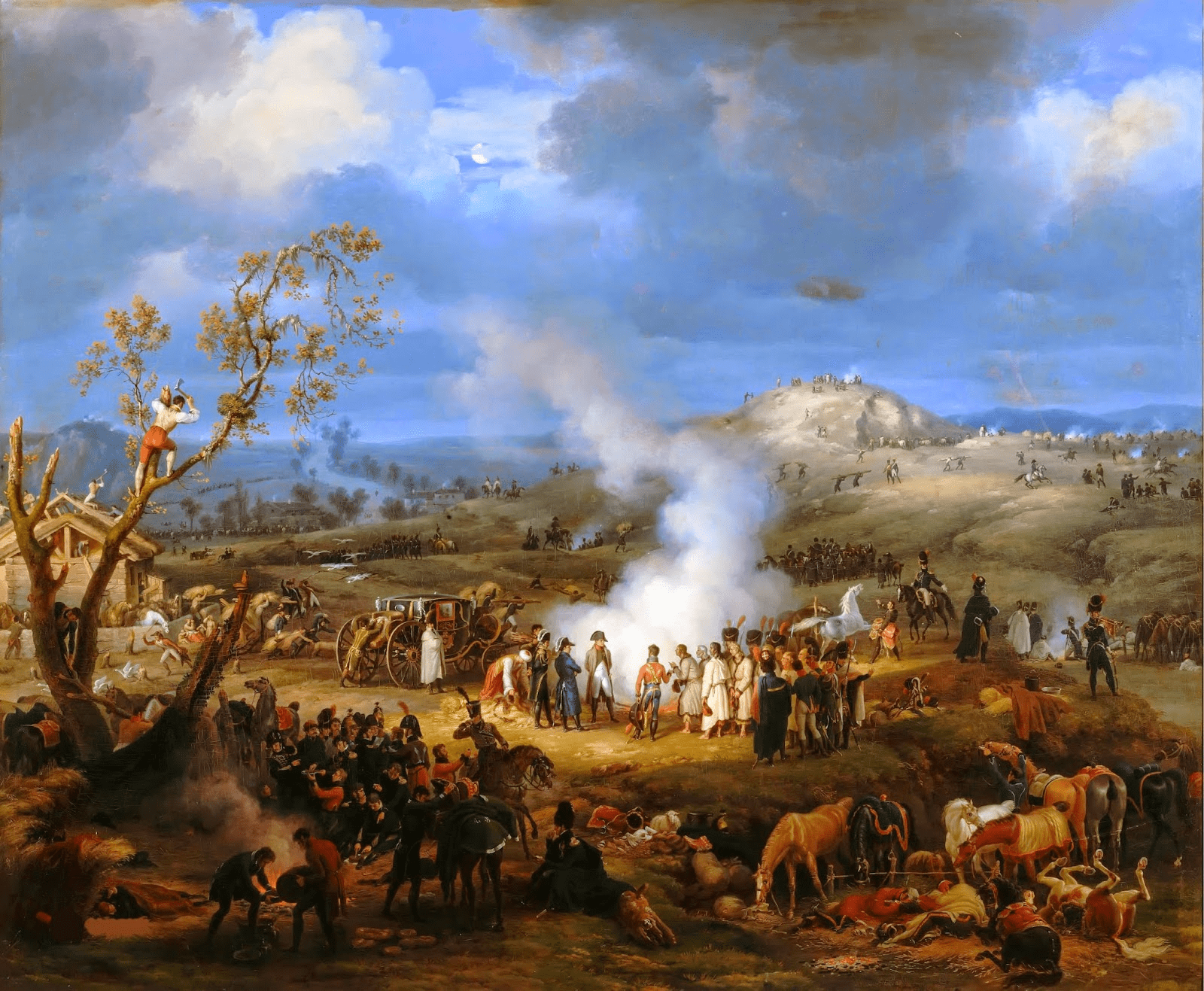
Бивуак на поле боя при Аустерлице
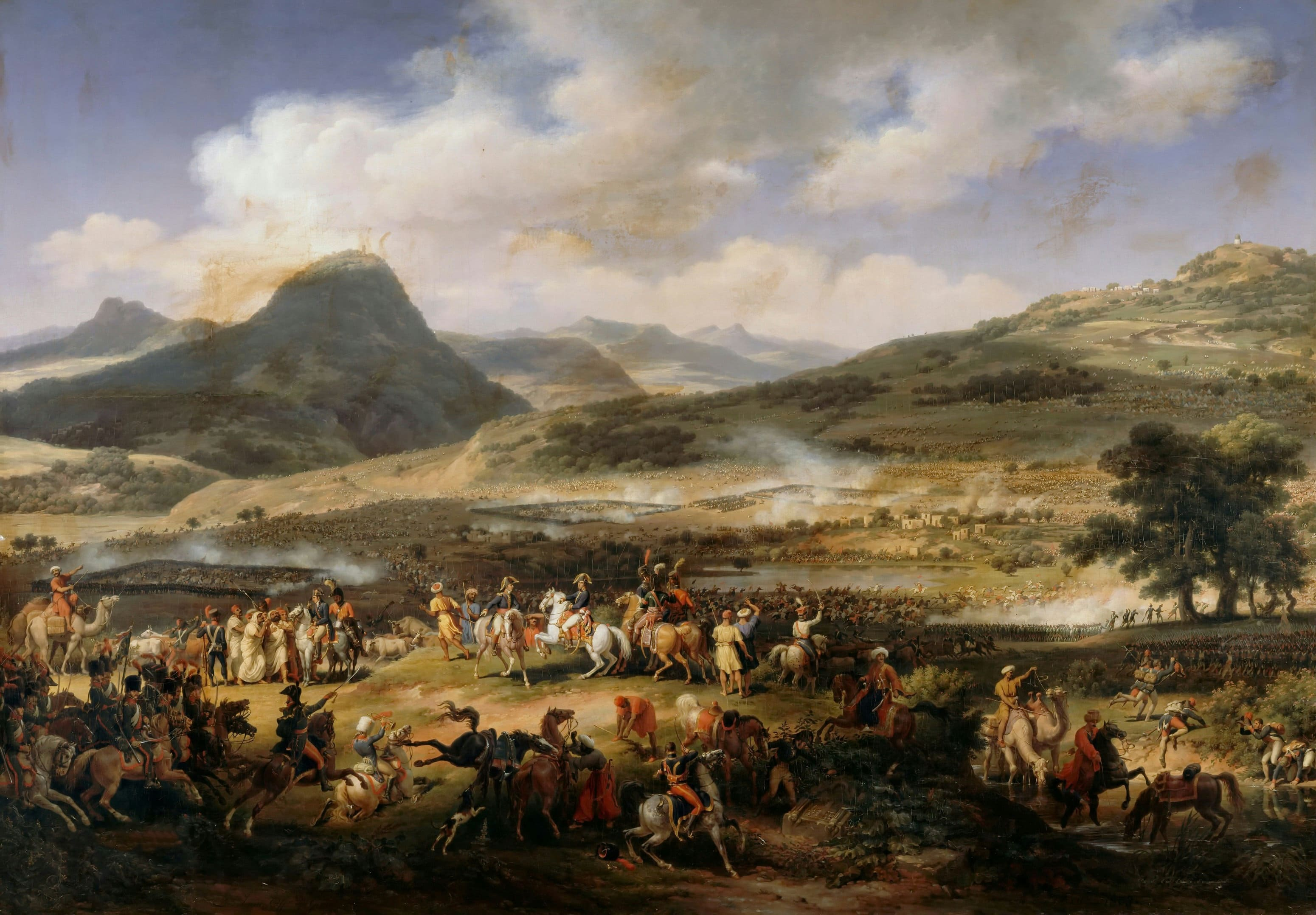
Сражение у горы Табор